# Коглу-є Олія
Коглу-є Олія (перс. كهلوعليا) — село в Ірані, у дегестані Рудбар, у Центральному бахші, шагрестані Тафреш остану Марказі. За даними перепису 2006 року, його населення становило 248 осіб, що проживали у складі 84 сімей.

## Клімат
Середня річна температура становить 10,53 °C, середня максимальна – 29,46 °C, а середня мінімальна – -10,67 °C. Середня річна кількість опадів – 257 мм.
| Клімат поселення                              | Клімат поселення | Клімат поселення | Клімат поселення | Клімат поселення | Клімат поселення | Клімат поселення | Клімат поселення | Клімат поселення | Клімат поселення | Клімат поселення | Клімат поселення | Клімат поселення | Клімат поселення |
| Показник                                      | Січ.             | Лют.             | Бер.             | Квіт.            | Трав.            | Черв.            | Лип.             | Серп.            | Вер.             | Жовт.            | Лист.            | Груд.            |                  |
| Середній максимум, °C                         | 4,92             | 6,07             | 10,52            | 16,92            | 21,90            | 27,77            | 29,46            | 29,11            | 24,59            | 18,24            | 11,54            | 6,06             |                  |
| Середня температура, °C                       | −2,87            | −1,74            | 2,73             | 9,13             | 14,12            | 19,96            | 23,80            | 23,46            | 18,92            | 12,58            | 5,89             | 0,42             |                  |
| Середній мінімум, °C                          | −10,67           | −9,53            | −5,06            | 1,33             | 6,32             | 12,17            | 18,15            | 17,80            | 13,26            | 6,92             | 0,23             | −5,23            |                  |
| Норма опадів, мм                              | 34               | 35               | 48               | 38               | 32               | 5                | 1                | 1                | 0                | 10               | 21               | 32               |                  |
| Середньомісячна швидкість вітру, м/с          | 1.74             | 2.30             | 2.78             | 3.00             | 2.37             | 2.30             | 2.32             | 2.16             | 2.04             | 2.03             | 1.66             | 1.76             |                  |
| Середньомісячна сонячна радіація, кДж/м²·день | 8630             | 11558            | 14323            | 17975            | 22192            | 26673            | 26067            | 23886            | 20546            | 14965            | 10608            | 8515             |                  |
| --------------------------------------------- | ---------------- | ---------------- | ---------------- | ---------------- | ---------------- | ---------------- | ---------------- | ---------------- | ---------------- | ---------------- | ---------------- | ---------------- | ---------------- |
| Джерело:                                      |                  |                  |                  |                  |                  |                  |                  |                  |                  |                  |                  |                  |                  |